# ثوي كريستيانسن
ثوي كريستيانسن (25 فبراير 1940 - 26 يونيو 2022)، هو مدرس وفنان تشكيلي وسياسي من جزيرة جرينلاند. اشتهر بتصميمه علم جرينلاند، التي اعتمدت في 21 يونيو 1985. انتُخب كريستيانسن، وهو مدرس مدرب، لعضوية برلمان جرينلاند عن حزب السيوموت في عام 1979 عندما مُنحت جرينلاند الحكم الذاتي. شغل منصب وزير الثقافة والتعليم في جرينلاند من عام 1979 حتى عام 1983.

علم جرينلاند من تصميم كريستيانسن